# 愛媛県道292号網代鳥越線
愛媛県道292号網代鳥越線（えひめけんどう292ごう あじろとりごえせん）は、愛媛県南宇和郡愛南町から宇和島市を経由して、再び南宇和郡愛南町に至る一般県道である。

## 概要
南宇和郡愛南町網代から宇和島市を経由して、南宇和郡愛南町平碆に至る。

### 路線データ
- 起点：南宇和郡愛南町網代
- 終点：南宇和郡愛南町平碆（国道56号交点）
- 総延長：16.2 km

## 路線状況

### 重複区間
- 愛媛県道318号後柿之浦線（宇和島市津島町成 - 宇和島市津島町漁家）

### 道路施設

#### 橋梁
- 船越橋（船越運河、宇和島市）

#### トンネル
- 家平隧道：延長192 m、1963年（昭和38年）竣工、南宇和郡愛南町

## 地理

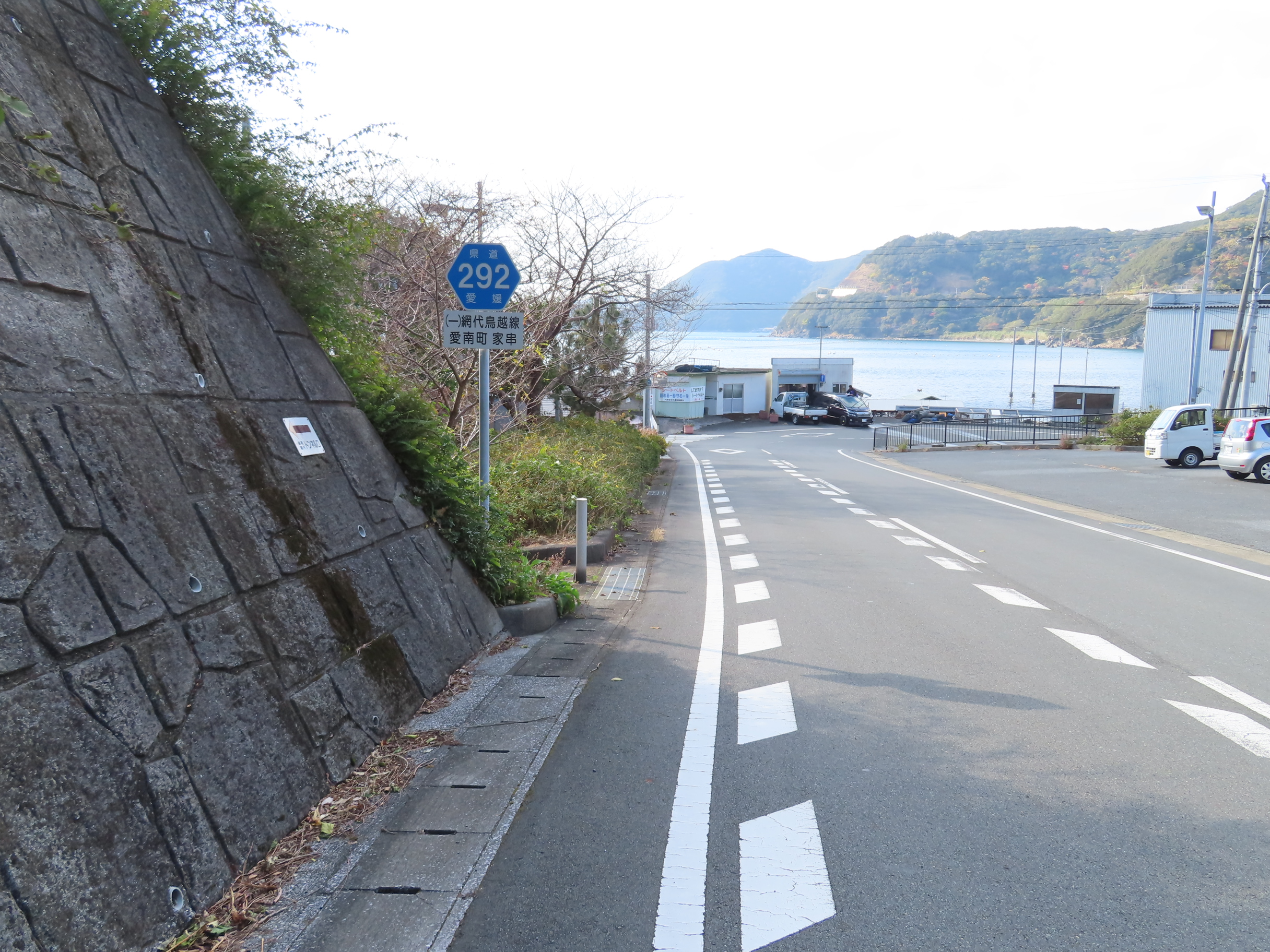
南宇和郡愛南町家串
2022年12月

### 通過する自治体
- 愛媛県
  - 南宇和郡愛南町 - 宇和島市 - 南宇和郡愛南町

### 交差する道路
| 交差する道路                         | 市町村名 | 市町村名 | 交差する場所 | 交差する場所 |
| ------------------------------------ | -------- | -------- | ------------ | ------------ |
| 愛媛県道318号後柿之浦線 重複区間起点 | 宇和島市 | 宇和島市 | 津島町成     |              |
| 愛媛県道318号後柿之浦線 重複区間終点 | 宇和島市 | 宇和島市 | 津島町漁家   |              |
| 国道56号 国道320号 重複              | 南宇和郡 | 愛南町   | 平碆         | 終点         |

### 沿線
- 魚神山郵便局
- 家串郵便局
- 愛南町立家串小学校